# Agraulis forbesi
Agraulis forbesi är en fjärilsart som beskrevs av Michener 1942. Agraulis forbesi ingår i släktet Agraulis och familjen praktfjärilar. Inga underarter finns listade i Catalogue of Life.